# Benthoctopus
Genre
Benthoctopus est un genre de mollusques de l'ordre des octopodes (les octopodes sont des mollusques à huit bras et sont communément appelés pieuvres).

## Liste des espèces
Selon ITIS (31 mars 2024) :
- Benthoctopus abruptus (Sasaki, 1920)
- Benthoctopus berryi Robson, 1924
- Benthoctopus canthylus  Voss and Pearcy, 1990
- Benthoctopus ergasticus  (Fischer and Fischer, 1892)
- Benthoctopus eureka  (Robson, 1929)
- Benthoctopus fuscus  Taki, 1964
- Benthoctopus hokkaidensis  (Berry, 1921)
- Benthoctopus januarii  (Hoyle, 1885)
- Benthoctopus leioderma (Berry, 1911)
- Benthoctopus levis (Hoyle, 1885)
- Benthoctopus lothei  (Chun, 1913)
- Benthoctopus macrophallus  Voss and Pearcy, 1990
- Benthoctopus magellanicus  Robson, 1930
- Benthoctopus oregonae  Toll, 1981
- Benthoctopus oregonensis  Voss and Pearcy, 1990
- Benthoctopus piscatorum  (Verrill, 1879)
- Benthoctopus profundorum  Robson, 1932
- Benthoctopus pseudonymus (Grimpe, 1922)
- Benthoctopus robustus  Voss and Pearcy, 1990
- Benthoctopus sibiricus  Loyning, 1930
- Benthoctopus thielei Robson, 1932
- Benthoctopus yaquinae  Voss and Pearcy, 1990

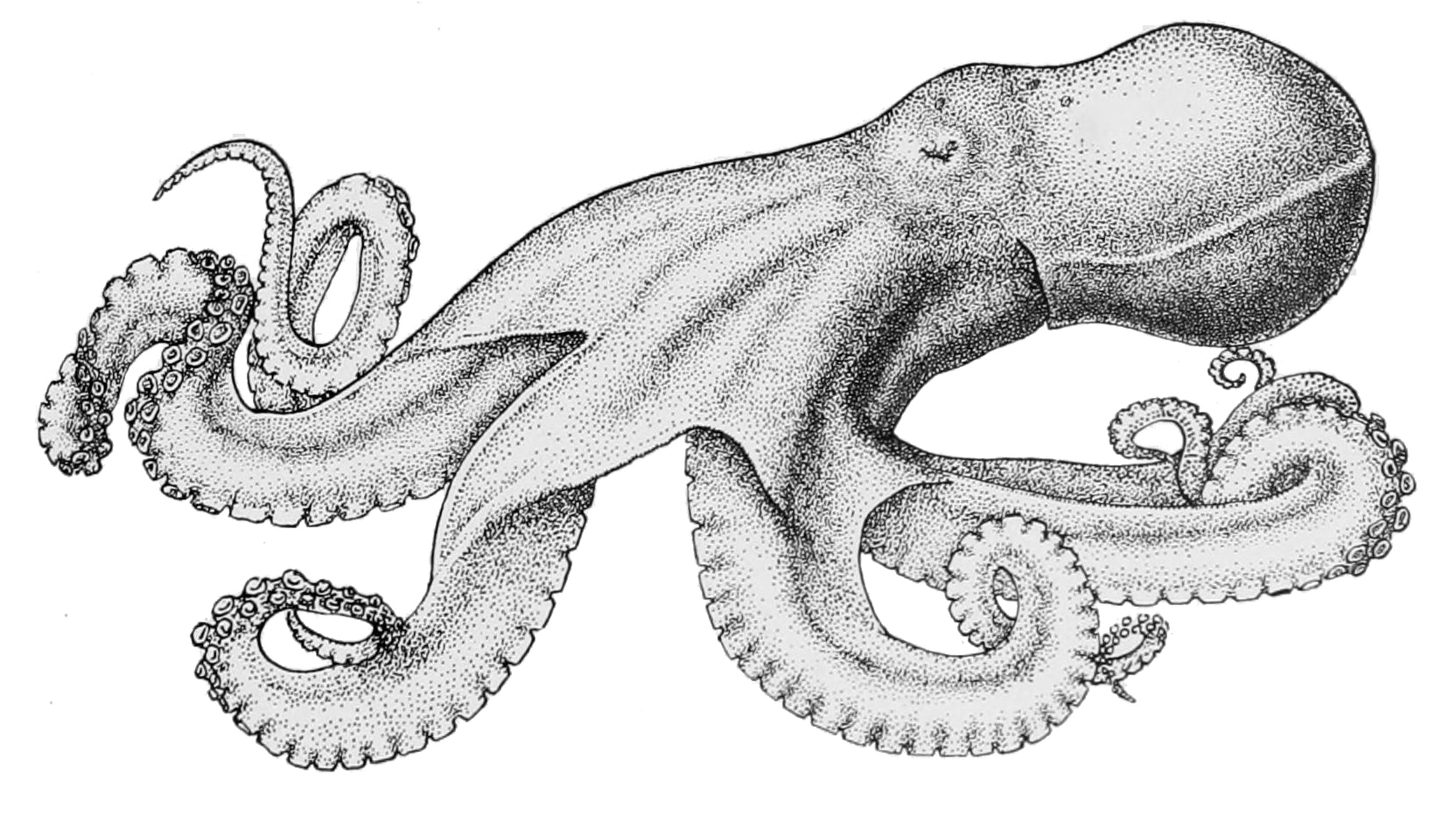
Benthoctopus leioderma
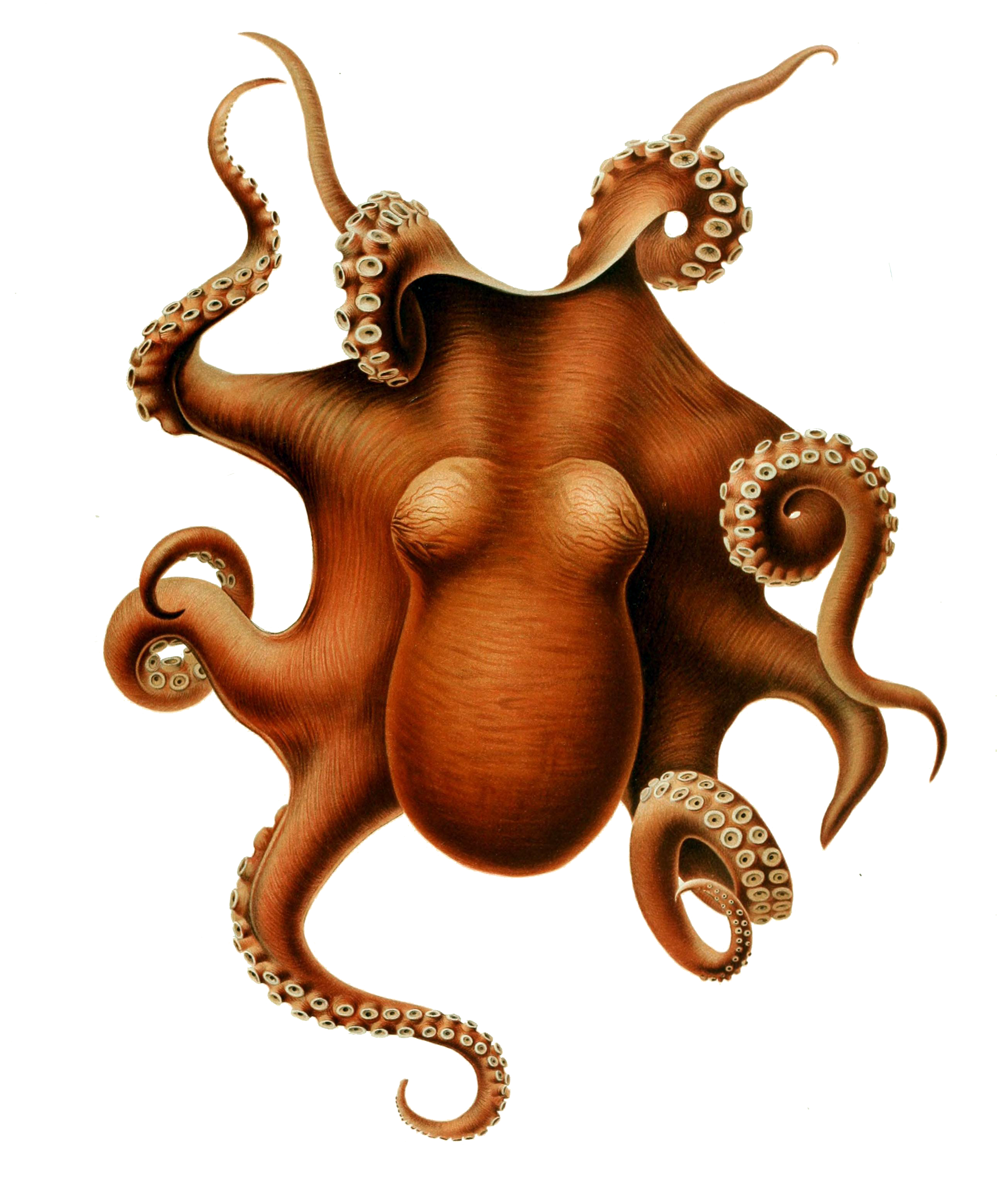
Benthoctopus levis